# 앙헬 메나
앙헬 이스라엘 메나 델가도(스페인어: Ángel Israel Mena Delgado, 1988년 1월 21일 ~ )는 에콰도르의 축구 선수로 현재 멕시코 리가 MX의 클루브 레온에서 윙어로 활약하고 있다.